# Rayong
Rayong (in thailandese ระยอง) è una città maggiore (thesaban nakhon) della Thailandia di 62 384 abitanti (2020). Il territorio comunale occupa una parte del distretto di Mueang Rayong in provincia di Rayong, nel gruppo regionale della Thailandia dell'Est.

## Geografia fisica

### Territorio
È situata sulla costa nord orientale del Golfo di Thailandia, 200 km a sud est di Bangkok.

### Clima
La più alta media mensile delle temperature massime è di 34,3° ad aprile, durante la stagione secca, con un picco di 40° registrato in quello stesso mese, mentre la più bassa media mensile delle minime è di 21,3° a dicembre, nella stagione fresca, con un picco di 13,3°, sempre a dicembre. La media massima mensile delle precipitazioni piovose è di 255,2 mm in ottobre, nella stagione delle piogge, con un picco giornaliero di 193 mm in ottobre. La media minima mensile è di 5,9 mm in dicembre. La stagione fresca va da novembre a gennaio, quella secca da febbraio ad aprile e quella delle piogge da maggio a ottobre.

## Geografia antropica

### Suddivisioni amministrative

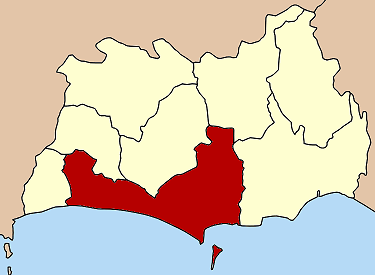
Distretto di Rayong nella provincia

La città di Rayong è il comune principale del Distretto di Mueang Rayong,capoluogo della provincia omonima e uno degli 11 che formano la provincia stessa. Il distretto è suddiviso in 15 sottodistretti (tambon), il territorio comunale occupa per intero i sottodistretti di Tha Pradu e Pak Nam e una parte di quelli di Choeng Noen e Noen Phra.